# 第六政党体系
第六政黨體系是繼第五政党体系之後的美国政治生態。與此前的美國政黨體系历史分期劃分一樣，對於第六政黨體系何時開始各方存在不同意見，各方提出的最早的起始時間是1960年代末期，最晚的起始時間是1994年的共和黨革命。而學者們普遍認為，第六政黨體系的特點在於民主黨和共和黨之間存在的巨大分歧。在此期間，美國南部、農村地區和近郊地區以及白人、福音派選民主要支持共和黨。與此同時，城市地區的選民主要支持民主黨，民主黨的選民比較多元，很多美國工會成員、城市裡面的钳工、知識分子以及少數族裔和信徒比較小眾的宗教選民构成民主黨的基本盘。